# Serra Pirinç
Serra Pirinç (* 19. Juni 1997 in Istanbul) ist eine türkische Schauspielerin.

## Leben und Karriere
Pirinç wurde am 19. Juni 1997 in Istanbul geboren. Sie studierte Schauspiel an der Theater Terrace. Ihr Debüt gab sie 2017 in der Fernsehserie Bizim Hikaye. 2018 bekam sie eine Rolle in Vuslat. Außerdem spielte sie 2019 in Mucize Doktor. Ihre erste Hauptrolle bekam sie 2021 in Öğrenci Evi. Danach trat sie im selben Jahr in Saklı auf. Seit 2022 spielt Pirinç in der Serie Tozluyaka die Hauptrolle.

## Filmografie
- 2017–2018: Bizim Hikaye
- 2018–2019: Vuslat
- 2020: Mucize Doktor
- 2021: Öğrenci Evi
- 2021: Kağıt Ev
- 2021: Saklı
- 2022: Tozluyaka